# Mugaldzsar
A Mugaldzsar vagy Mugodzsár (kazak: Мұғалжар, orosz: Мугоджары) a Déli-Urál dombvidékké alacsonyodó déli folytatása Kazahsztán nyugati részén. Átlagos magassága 300 m, a legmagasabb pontja a Boktibaj (Боқтыбай), 657 m.
Északról délre 400 km-en át húzódik, a szélessége kb. 200 km. A dombvidék két, majdnem párhuzamos gerincet alkot: Kelet- és Nyugat-Mugaldzsar.

## Növényzet
Északi részét füves sztyepp borítja, a mélyedésekben nyírfaligetekkel. Dél felé felszíne félsivatagi jellegűvé válik.

## Folyók
A területén ered az Or, Emba és az Irgiz folyó. Az Or nyugaton ered és onnan északi irányba folyik. Az Emba dél-délnyugati irányba folyik. Az Irgiz a dombvidék keleti szélén délkelet felé folyik és vize a Turáni-alföld félsivatagában vész el.
Nyáron a folyói sekély vizűek vagy ki is száradnak.

## Éghajlat
Az éghajlat szélsőséges kontinentális. A tél hideg, a hótakaró vékony, a nyár forró és száraz. Az éves csapadékmennyiség 200–250 mm.

## Bányászat
A dombvidéken rézt, nikkelércet, mangánt, ritkaföldfémeket hoznak felszínre.

## Fordítás
- Ez a szócikk részben vagy egészben  a(z)   Мұғалжар тауы című kazak Wikipédia-szócikk fordításán alapul.  Az eredeti cikk szerkesztőit annak laptörténete sorolja fel. Ez a jelzés csupán a megfogalmazás eredetét és a szerzői jogokat jelzi, nem szolgál a cikkben szereplő információk forrásmegjelöléseként.
- Ez a szócikk részben vagy egészben  a(z)   Мугоджары című orosz Wikipédia-szócikk fordításán alapul.  Az eredeti cikk szerkesztőit annak laptörténete sorolja fel. Ez a jelzés csupán a megfogalmazás eredetét és a szerzői jogokat jelzi, nem szolgál a cikkben szereplő információk forrásmegjelöléseként.